# Mary Eberts
Pour les articles homonymes, voir Eberts.
Mary Anne Eberts (née le 18 janvier 1947) est une avocat constitutionnaliste canadienne. Elle est membre fondatrice de Fonds d'action et d'éducation juridique pour les femmes (en).

## Biographie
Née à St. Thomas en Ontario, Eberts étudie à l'Université Western Ontario et à la Faculté de droit de Harvard. Elle enseigne à l'Université de Toronto pendant six ans avant de joindre un cabinet d'avocats torontoise de Bay Street et en devenir associée. En 1980, elle ouvre son propre cabinet pour lequel elle représente des clients à la Cour supérieure de l'Ontario, la Cour d'appel et la Cour suprême du Canada,,. Elle exerce une influence dans la création de l'article 15 de la Charte canadienne des droits et libertés. En 1985, elle publie la Equality Rights and the Canadian Charter of Rights and Freedoms. Elle retourne ensuite à l'enseignement du droit constitutionnel en tant que professeur adjointe à l'Université de Toronto.
En 1993, elle reçoit un doctorat honorifique en droit de l'Université Concordia. Par la suite elle siège au barreau de l'Ontario de 1995 à 1999. En 1996, elle reçoit le Prix du Gouverneur général en commémoration de l'Affaire Personne. En 2001, elle représente les survivants ayant subit la taxe sur les Chinois (en) afin d'obtenir une compensation. 
En 2004, Eberts est nommée à la chaire Gordon F. Henderson en droits humains de l'Université d'Ottawa et devient siège plus tard à la chaire Ariel Sallows en Droits Humains à l'école de droit (en) de l'Université de la Saskatchewan. Elle rejoint en tant que compagnone McMurty de la Osgoode Hall Law School et est fait officière de l'Ordre du Canada en 2017,.